# Verwaltungsgliederung der Republik Tuwa

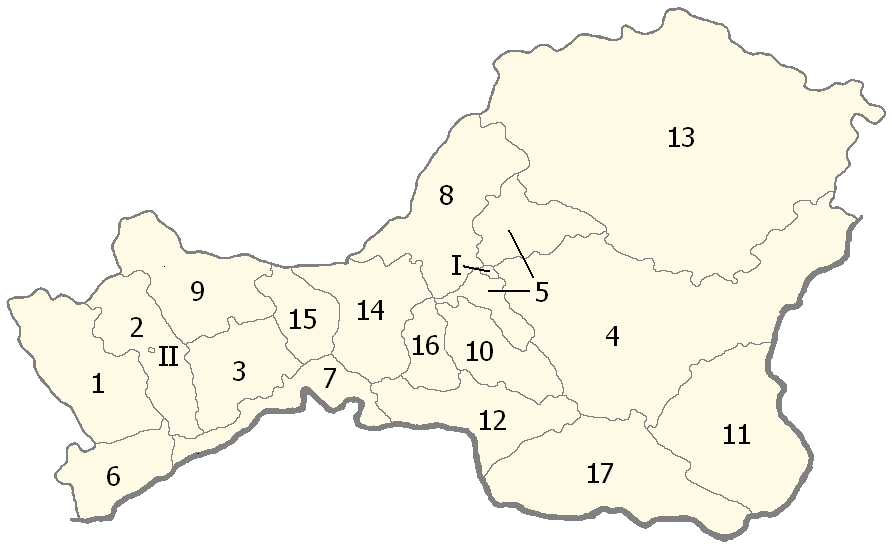
Verwaltungsgliederung der Republik Tuwa (Nummern in den ersten Tabellenspalten)

Die Republik Tuwa im Föderationskreis Sibirien der Russischen Föderation gliedert sich in 17 Koschuune und 2 Stadtkreise. Den Koschuunen sind insgesamt 4 Stadt- und 120 Landgemeinden unterstellt (Stand: 2010).
Die Koschuune entsprechen den Rajons der anderen Föderationssubjekte Russlands. Die historische tuwinische Bezeichnung Koschuun für eine größere, mehrere Ortschaften oder Gemeinden umfassende Verwaltungseinheit ist auf das Wort für ein militärisches Banner sowie das ihm unterstellte Gebiet zurückzuführen. Sie wurde in den 1990er-Jahren wieder eingeführt und ist für die Rajons der Republik Tuwa auch im Russischen offiziell. Die Landgemeinden tragen auch die tuwinische Bezeichnung Sumon (vergleichbar mit den Sums in der Mongolei).

## Stadtkreise
| \| \| |
|       |

|  |

| \| \| |
|       |

|  |

## Koschuune
| [ 3 ] | Koschuun (russisch) | Koschuun (tuwinisch) | Einwohner | Fläche (km²) | Bevölkerungs- dichte (Ew./km²) | Stadt- bevölkerung | Land- bevölkerung | Verwaltungssitz | Anzahl Stadt- gemeinden | Anzahl Land- gemeinden | Lage |
| ----- | ------------------- | -------------------- | --------- | ------------ | ------------------------------ | ------------------ | ----------------- | --------------- | ----------------------- | ---------------------- | ---- |
| 1     | Bai-Taiginski       | Bai-Taiga            | 12.453    | 7.923        | 1,6                            | –                  | 12.453            | Teeli           | –                       | 7                      |      |
| 2     | Barun-Chemtschikski | Baryyn-Chemtschik    | 12.634    | 6.260        | 2,0                            | –                  | 12.634            | Kysyl-Maschalyk | –                       | 9                      |      |
| 3     | Dsun-Chemtschikski  | Tschöön-Chemtschik   | 21.170    | 6.485        | 3,3                            | 10.444             | 10.726            | Tschadan        | 1                       | 11                     |      |
| 17    | Ersin               | Erzin                | 8.637     | 11.081       | 0,8                            | –                  | 8.637             | Ersin           | –                       | 6                      |      |
| 4     | Kaa-Chemski         | Kaa-Chem             | 12.734    | 25.726       | 0,5                            | –                  | 12.734            | Saryg-Sep       | –                       | 11                     |      |
| 5     | Kysyl               | Kyzyl                | 24.991    | 8.527        | 2,9                            | 11.758             | 13.233            | Kaa-Chem        | 1                       | 9                      |      |
| 6     | Mongun-Taiginski    | Mongun-Taiga         | 6.299     | 4.414        | 1,4                            | –                  | 6.299             | Mugur-Aksy      | –                       | 3                      |      |
| 7     | Owjurski            | Öwür                 | 8.018     | 4.523        | 1,8                            | –                  | 8.018             | Chandagaity     | –                       | 6                      |      |
| 8     | Pii-Chemski         | Bii-Chem             | 11.099    | 8.194        | 1,4                            | 5.280              | 5.819             | Turan           | 1                       | 7                      |      |
| 9     | Sut-Cholski         | Süt-Chöl             | 8.689     | 6.691        | 1,3                            | –                  | 8.689             | Sug-Aksy        | –                       | 7                      |      |
| 10    | Tandinski           | Tangdy               | 13.994    | 5.092        | 2,7                            | –                  | 13.994            | Bai-Chaak       | –                       | 8                      |      |
| 11    | Tere-Cholski        | Tere-Chöl            | 1.873     | 10.050       | 0,2                            | –                  | 1.873             | Kungurtug       | –                       | 4                      |      |
| 12    | Tes-Chemski         | Tes-Chem             | 9.596     | 6.691        | 1,4                            | –                  | 9.596             | Samagaltai      | –                       | 7                      |      |
| 13    | Todschinski         | Todschu              | 6.170     | 44.757       | 0,1                            | –                  | 6.170             | Toora-Chem      | –                       | 6                      |      |
| 15    | Tschaa-Chol         | Tschaa-Chöl          | 6.577     | 2.903        | 2,3                            | –                  | 6.577             | Tschaa-Chol     | –                       | 4                      |      |
| 16    | Tschedi-Cholski     | Tschedi-Chöl         | 8.171     | 3.706        | 2,2                            | –                  | 8.171             | Chowu-Aksy      | –                       | 6                      |      |
| 14    | Ulug-Chemski        | Ulug-Chem            | 19.507    | 5.335        | 3,7                            | 11.393             | 8.114             | Schagonar       | 1                       | 9                      |      |